# Richard E. Folz
Richard E. Folz (* 1922 in Indiana; † 5. März 1973 in Key West, Florida) war ein US-amerikanischer Politiker. Zwischen 1969 und 1973 war er Vizegouverneur des Bundesstaates Indiana.

## Werdegang
Richard Folz besuchte die Central High School und studierte danach an der Indiana University sowie an der Georgetown University. Während des Zweiten Weltkrieges war er Offizier in der US Navy. Politisch wurde er Mitglied der Republikanischen Partei. 1964 bewarb er sich erfolglos um die Nominierung seiner Partei für das Amt des State Treasurer. Stattdessen wurde er 1967 Schatzmeister des republikanischen Staatsvorstands in Indiana.
1968 wurde Folz an der Seite von Edgar Whitcomb zum Vizegouverneur von Indiana gewählt. Dieses Amt bekleidete er zwischen dem 13. Januar 1969 und dem 8. Januar 1973. Dabei war er Stellvertreter des Gouverneurs und Vorsitzender des Staatssenats. Nach dem Ende seiner Zeit als Vizegouverneur zog er nach Key West in Florida, wo er nach nur wenigen Wochen am 5. März 1973 an einem Herzanfall verstarb. 